# Saša Dončić
Saša Dončić (San Pietro, 14 giugno 1974) è un allenatore di pallacanestro ed ex cestista sloveno, di ruolo guardia o ala piccola.

## Biografia
Nato a San Pietro da una famiglia di origine serba, è padre del celebre cestista Luka Dončić.

## Carriera

### Allenatore
Nell'agosto 2020 prende le redini dell'Ilirija Lubiana militante nella seconda divisione slovena. Nel marzo 2022 lascia l'incarico di allenatore dell'Ilirija rimanendo però come direttore sportivo del club.

## Palmarès

### Squadra

#### Competizioni nazionali
- Campionato sloveno: 2

Helios Domžale: 2006-07
Union Olimpija: 2007-08
- Coppa di Slovenia: 3

Pivovarna Laško: 2004
Helios Domžale: 2007
Union Olimpija: 2008
- Supercoppa slovena: 1

Union Olimpija: 2007